# Usbekische Eishockeynationalmannschaft
Die Eishockeynationalmannschaft Usbekistans ist eine Auswahl usbekischer Spieler, die das Land auf internationaler Ebene repräsentieren.

## Geschichte
Die Auswahl der damaligen usbekischen Sowjetrepublik nahm 1978, 1982 und 1986 an den sowjetischen Winter-Spartakiaden teil. Von den 15 Spielen – davon acht gegen regionale Auswahlmannschaften – konnte Usbekistan nur zwei gewinnen, 1982 und 1986 jeweils gegen die Auswahl Litauens.
Nach der Unabhängigkeit des Landes 1991 gab es zunächst kein Eishockey mehr in Usbekistan. 2013 wurde der usbekische Eishockeyverband neu gegründet, stellte jedoch 2014 seine Arbeit wieder ein. Im Jahr 2018 wurde ein neuer Eishockeyverband gegründet. Dieser richtete ab 2019 die Usbekische Eishockeyliga aus. Mit der Humo Arena steht erstmals ein Eisstadion mit international üblicher Eisfläche (60 × 30 Meter) zur Verfügung.
Mit Liga und Arena sind die Bedingungen für die Teilnahme an Eishockey-Weltmeisterschaften erfüllt, so dass der Verband im September 2019 Mitglied des Internationalen Eishockeyverbands IIHF wurde. Bei der Weltmeisterschaft 2025 erfolgte der erstmalige Start in der untersten Spielklasse des Systems der Weltmeisterschaften und es gelang auf Anhieb der Aufstieg aus der Division IV in die Division IIIB.

## Platzierungen

### Weltmeisterschaft
- 2025: 1. Platz, Division IV (Aufstieg in die Division IIIB)